# 5938 Keller
5938 Keller (1980 FH2) là một tiểu hành tinh vành đai chính được phát hiện ngày 16 tháng 3 năm 1980 bởi C.-I. Lagerkvist ở La Silla.